# Strzelectwo na Letnich Igrzyskach Olimpijskich 2012 – skeet (kobiety)
Skeet kobiet na Letnich Igrzyskach Olimpijskich w Londynie był rozgrywany w Royal Artillery Barracks w Londynie.

## Format
W kwalifikacjach wystąpiło 17 zawodniczek, z których każda oddała po 75 strzałów (3 serie po 25 strzałów). Do finału awansowało 6 najlepszych. W finale każda z zawodniczek oddała po 25 strzałów. Punkty z kwalifikacji sumowane były z punktami zdobytymi w finale.

## Terminarz
Czas UTC+01:00
| Data          | Godzina | Runda        |
| ------------- | ------- | ------------ |
| 29 lipca 2012 | 9:00    | Kwalifikacje |
| 29 lipca 2012 | 14:00   | Finał        |

## Rekordy
Przed rozpoczęciem zawodów aktualne rekordy świata i olimpijski były następujące:.
Runda kwalifikacyjna – 75 strzałów
| WR | Kim Rhode      | 75 | Tucson | 25 marca 2012    |
| OR | Chiara Cainero | 72 | Pekin  | 14 sierpnia 2008 |

Runda finałowa – 25 strzałów
| WR | Danka Barteková                            | 99 (74+25)            | Nikozja | 9 lipca 2008     |
| OR | Chiara Cainero Kim Rhode Christine Brinker | 93 (72+21) 93 (70+23) | Pekin   | 14 sierpnia 2008 |

## Kwalifikacje
Wyniki:
| Pozycja | Zawodniczka             | Kraj              | 1  | 2  | 3  | Dogrywka | Suma punktów | Notatki |
| ------- | ----------------------- | ----------------- | -- | -- | -- | -------- | ------------ | ------- |
| 1       | Kim Rhode               | Stany Zjednoczone | 25 | 25 | 24 |          | 74           | Q, OR   |
| 2       | Danka Barteková         | Słowacja          | 25 | 22 | 23 |          | 70           | Q       |
| 3       | Marina Bielikowa        | Rosja             | 24 | 23 | 22 |          | 69           | Q       |
| 4       | Wei Ning                |                   | 24 | 19 | 25 |          | 68           | Q       |
| 5       | Christine Wenzel        | Niemcy            | 22 | 23 | 23 |          | 68           | Q       |
| 6       | Chiara Cainero          | Włochy            | 22 | 21 | 24 | 2        | 67           | Q       |
| 7       | Therese Lundqvist       | Szwecja           | 22 | 22 | 23 | 1        | 67           |         |
| 8       | Francisca Crovetto      | Chile             | 22 | 22 | 22 |          | 66           |         |
| 9       | Angelina Miczszuk       | Kazachstan        | 22 | 22 | 22 |          | 66           |         |
| 10      | Veronique Girardet      | Francja           | 22 | 23 | 21 |          | 66           |         |
| 11      | Sutiya Jiewchaloemmit   | Tajlandia         | 20 | 23 | 22 |          | 65           |         |
| 12      | Lucia Liliana Mihalache | Rumunia           | 25 | 20 | 20 |          | 65           |         |
| 13      | Çiğdem Özyaman          | Turcja            | 23 | 20 | 20 |          | 63           |         |
| 14      | Elena Allen             | Wielka Brytania   | 20 | 20 | 20 |          | 60           |         |
| 15      | Lauryn Mark             | Australia         | 17 | 22 | 20 |          | 59           |         |
| 16      | Panagiota Andreou       | Cypr              | 15 | 22 | 20 |          | 57           |         |
| 17      | Mona El-Hawary          | Egipt             | 14 | 20 | 17 |          | 51           |         |

## Finał
| Pozycja | Zawodniczka      | Kraj              | Kwalifikacje | Finał | Suma punktów | Dogrywka o 3. miejsce | Notatki |
| ------- | ---------------- | ----------------- | ------------ | ----- | ------------ | --------------------- | ------- |
| złoto   | Kim Rhode        | Stany Zjednoczone | 74           | 25    | 99           |                       | EWFR    |
| srebro  | Wei Ning         |                   | 68           | 23    | 91           |                       |         |
| brąz    | Danka Barteková  | Słowacja          | 70           | 20    | 90           | 4                     |         |
| 4       | Marina Bielikowa | Rosja             | 69           | 21    | 90           | 3                     |         |
| 5       | Chiara Cainero   | Włochy            | 67           | 22    | 89           |                       |         |
| 6       | Christine Wenzel | Niemcy            | 68           | 21    | 89           |                       |         |